# Lingua kazaka
La lingua kazaka (o kazako, qazaqo e cazaco; in passato anche cosacco; nome nativo qazaq tılı oppure qazaqşa; in cirillico: қазақ тілі?; in alfabeto arabo قازاق ءتىلى) è una lingua turcica del ramo kipchak parlata in Kazakistan, Cina, Uzbekistan, Mongolia e altri Stati dell'Asia.
Nel 2022, è parlata da 12,7 milioni di parlanti totali.
È strettamente legata al nogai, al kirghiso e al karakalpako. Il kazako è la lingua ufficiale del Kazakistan e la lingua di una significativa minoranza nella prefettura autonoma kazaka di Ili nello Xinjiang, in Cina, e nella Provincia del Bajan-Ôlgij in Mongolia. Il kazako è anche parlato da molti kazaki etnici nell'ex Unione Sovietica (circa 472.000 in Russia secondo il censimento russo del 2010), Germania, Iran, Turchia e Afghanistan.
Come altre lingue turche, il kazako è una lingua agglutinante e impiega l'armonia vocalica.
Nell'ottobre 2017, il presidente kazako Nursultan Nazarbaev decretò che il governo sarebbe passato dall'uso del cirillico all'alfabeto latino entro il 2025. Il 19 febbraio 2018, il presidente Nazarbaev firmò un emendamento al decreto del 26 ottobre 2017 n. 569 "Sulla traduzione dell'alfabeto kazako dall'alfabeto cirillico alla scrittura latina."

Tavola dell’alfabeto kazako latino, ufficiale a partire dal 2023, con il corrispettivo cirillico

## Distribuzione geografica
Secondo la CIA World Factbook il kazako nel 2013 era parlato complessivamente da 21 milioni di persone nel mondo. Nel 2017, si contano circa 10 milioni di locutori in Kazakistan, quasi 2 milioni in Cina, 808.000 in Uzbekistan e 182.000 in Mongolia. La lingua è attestata anche in Iran e in Turchia.

### Lingua ufficiale
Il kazako è lingua ufficiale del Kazakistan.

## Classificazione
Secondo Ethnologue la filogenesi della lingua kazaka è la seguente:
- Lingue altaiche
  - Lingue turche
    - Lingue turche occidentali
      - Lingue aralo-caspiche
        - Lingua kazaka

## Grammatica
Il kazako è una lingua agglutinante che utilizza l'armonia vocalica. La tipologia è soggetto-oggetto-verbo.

## Sistema di scrittura
Le più antiche testimonianze scritte di lingue strettamente correlate al kazako furono scritte in antico alfabeto turco, sebbene si ritenga che nessuna di queste varietà sia diretto predecessore del kazako. Il moderno kazako, risalente a circa mille anni fa, venne scritto in caratteri arabi fino al 1929, quando le autorità sovietiche introdussero un alfabeto a base latina e poi uno cirillico nel 1940. Nel presentare un piano strategico nell'aprile 2017, il presidente kazako Nursultan Nazarbaev ha descritto il ventesimo secolo come un periodo in cui "la lingua e la cultura kazaka sono state devastate".
Nazarbaev ordinò alle autorità kazake di creare un alfabeto kazako latino entro la fine del 2017 Al 2019 il kazako è scritto in cirillico in Kazakistan e Mongolia,  in latino in Kazakistan, mentre oltre un milione di parlanti kazaki in Cina usano un alfabeto di origine araba simile a quello usato dagli uiguri.
Il 26 ottobre 2017, Nazarbaev emise il decreto presidenziale 569 per il passaggio a una variante latina finalizzata dell'alfabeto kazako e ordinò che la transizione del governo verso questo alfabeto fosse completata entro il 2025, una decisione presa per enfatizzare la cultura kazaka dopo l'era del dominio sovietico e per facilitare l'uso dei dispositivi digitali. Ma la decisione iniziale di utilizzare una nuova ortografia con apostrofi, che rendeva difficile l'utilizzo di molti strumenti popolari per la ricerca e la scrittura di testo, generò polemiche.
L'alfabeto è stato rivisto l'anno successivo, il 19 febbraio 2018 con il decreto presidenziale 637 del 19 febbraio 2018 e l'uso degli apostrofi è stato eliminato e sostituito con l'uso di segni diacritici e digrafi.

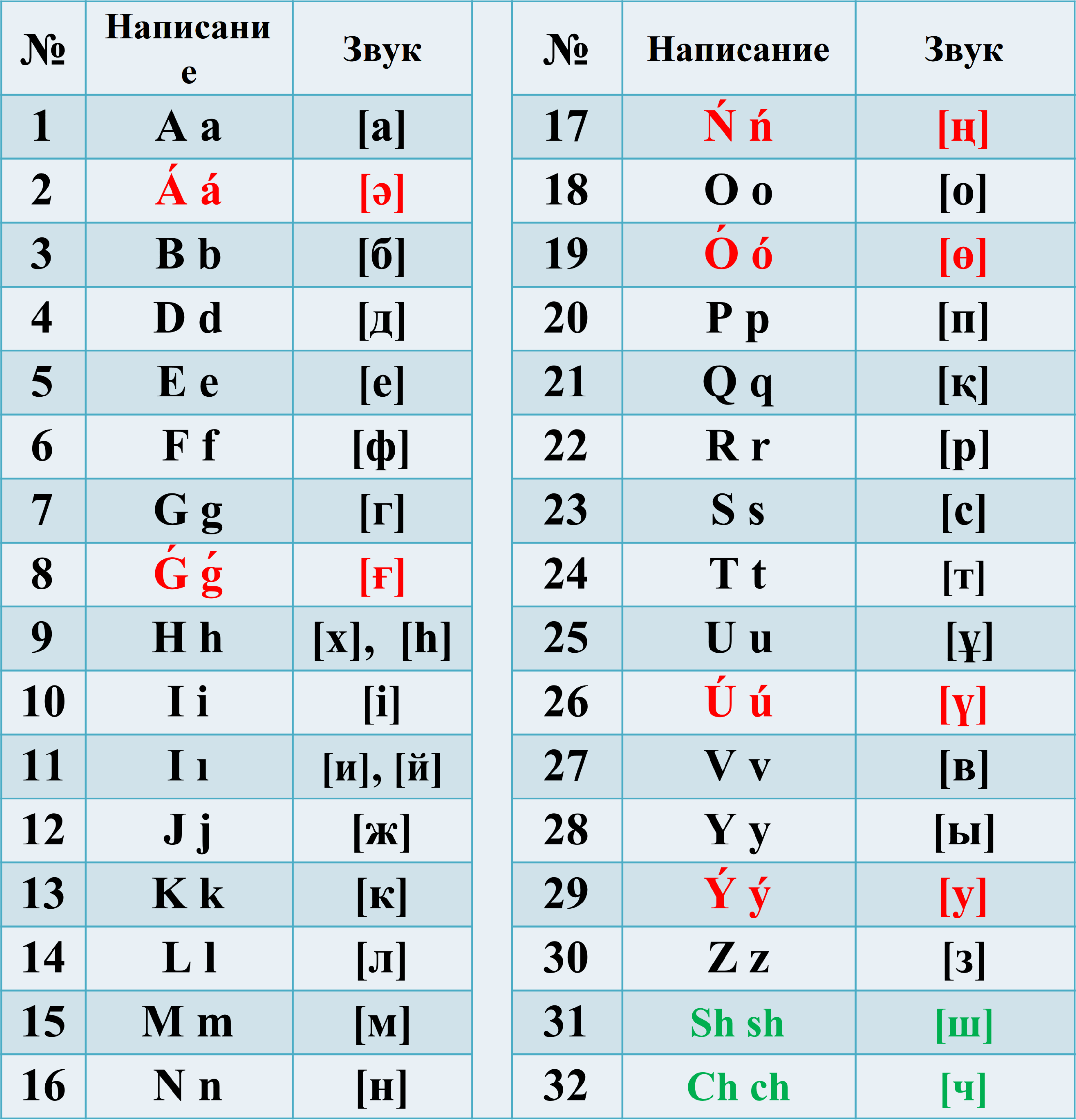
Alfabeto latino per la lingua kazaka, adottato con decreto presidenziale 569 (26 ottobre 2017); Modificato dal decreto 637 (19 febbraio 2018)

Nazarbaev sollevò per la prima volta l'argomento di usare l'alfabeto latino invece dell'alfabeto cirillico come sistema di scrittura ufficiale del Kazakistan nell'ottobre 2006. Uno studio del governo kazako pubblicato nel settembre 2007 affermò che era possibile passare a un sistema di scrittura latino in un periodo compreso tra 10 e 12 anni, al costo di 270 milioni di euro. La transizione venne temporaneamente interrotta il 13 dicembre 2007, dal presidente Nazarbaev che dichiarò: "Per 70 anni i kazaki hanno letto e scritto in cirillico. Più di 100 nazionalità vivono nel nostro stato. Quindi abbiamo bisogno di stabilità e pace. Non dovremmo avere fretta nel problema della trasformazione dell'alfabeto." Tuttavia, il 30 gennaio 2015, il Ministro della Cultura e dello Sport Arystanbek Mukhamediuly annunciò che era in corso un piano di transizione, con specialisti che lavoravano sull'ortografia per soddisfare gli aspetti fonologici della lingua.
Tuttavia, molti cittadini affermano che l'alfabeto introdotto ufficialmente necessita di molti miglioramenti e modifiche. Inoltre, il kazako diventa l'unica lingua turca che utilizzerà sh e ch, dopo le intenzioni del governo uzbeko di abbandonare i digrafi sh e ch a causa della loro impraticabilità.

L'alfabeto della lingua kazaka in caratteri latini è stato pubblicato il 2021.

### Esempio

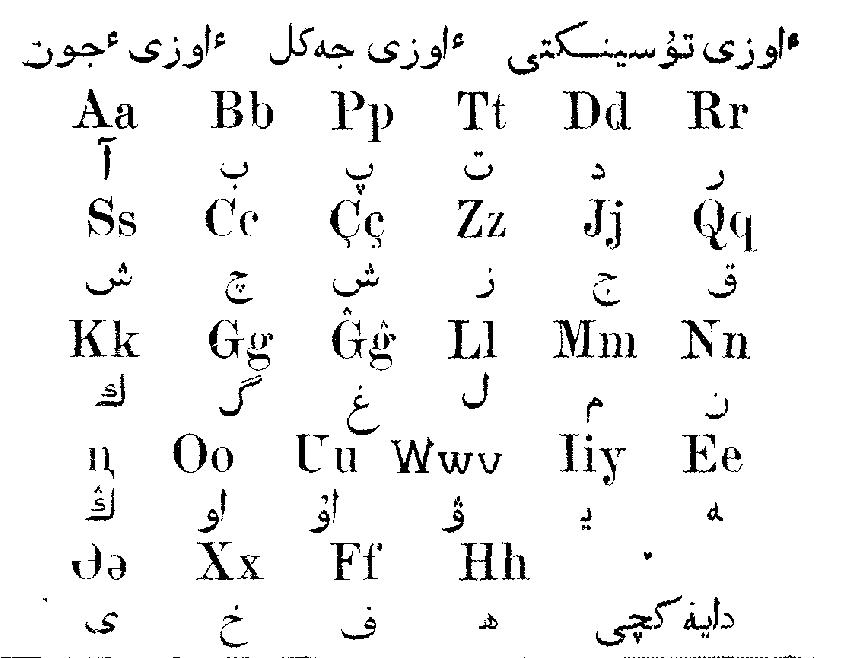
Sistemi di scrittura kazako arabo e latino nel 1924

| Alfabeto cirillico | Alfabeto latino | Alfabeto arabo | Italiano |
| Барлық адамдар тумысынан азат және қадір-қасиеті мен құқықтары тең болып дүниеге келеді. Адамдарға ақыл-парасат, ар-ождан берілген, сондықтан олар бір-бірімен туыстық, бауырмалдық қарым-қатынас жасаулары тиіс. | Barlyq adamdar tumysynan azat jäne qadır-qasietı men qūqyqtary teñ bolyp düniege keledı. Adamdarğa aqyl-parasat, ar-ojdan berılgen, sondyqtan olar bır-bırımen tuystyq, bauyrmaldyq qarym-qatynas jasaulary tiıs. | بارلىق ادامدار تۋمىسىنان ازات جانە قادىر-قاسيەتى مەن كۇقىقتارى تەڭ بولىپ دۇنيەگە كەلەدى. ادامدارعا اقىل-پاراسات، ار-وجدان بەرىلگەن، سوندىقتان ولار ءبىر-بىرىمەن تۋىستىق، باۋىرمالدىق قارىم-قاتىناس جاساۋلارى ءتيىس. | Tutti gli esseri umani nascono liberi e eguali in dignità e diritti. Essi sono dotati di ragione e di coscienza e devono agire gli uni verso gli altri in spirito di fratellanza. |

## Fonologia
Il kazako ha un avanzamento della radice con armonia vocalica, con alcune parole di recente origine straniera (solitamente russe o arabe) come eccezioni. Esiste anche un sistema di arrotondamento dell'armonia che ricorda quello del Kirghizistan, ma che non si applica così fortemente e non si riflette nell'ortografia.

### Consonanti
La tabella seguente mostra l'inventario delle consonanti del kazako standard; molti dei suoni, tuttavia, sono allofoni di altri suoni o appaiono solo in parole di prestito recenti. I 18 fonemi consonantici elencati da Vajda sono senza parentesi - poiché questi sono fonemi, la loro posizione elencata e il modo di articolazione sono molto generali e varieranno da quanto mostrato. I fonemi  /f/,  /v/ e /t͡ɕ/ sono presenti solo in prestiti recenti, principalmente dal russo.
Nella tabella, gli elementi a sinistra di una divisione sono senza voce, mentre quelli a destra sono espressi.
|               | Labiale | Labiale | Alveolare | Alveolare | (Alveolo-) palatale | (Alveolo-) palatale | Velare | Velare | Uvulare | Uvulare |
| ------------- | ------- | ------- | --------- | --------- | ------------------- | ------------------- | ------ | ------ | ------- | ------- |
| Nasale        | m       | m       | n         | n         |                     |                     | ŋ      | ŋ      | ŋ       | ŋ       |
| Occlusiva     | p       | b       | t         | d         | tɕ                  |                     | k      | ɡ      | q       |         |
| Fricativa     | f       | v       | s         | z         | ɕ                   | ʑ                   |        |        | χ       | ʁ       |
| Approssimante |         |         | l         | l         | j                   | j                   | w      | w      |         |         |
| Monovibranti  |         |         | ɾ         | ɾ         |                     |                     |        |        |         |         |

### Vocali
Il kazako ha un sistema di 12 vocali fonemiche, 3 delle quali sono dittonghi. Il contrasto di arrotondamento e /æ/ generalmente si verificano solo come fonemi nella prima sillaba di una parola, ma ricorrono successivamente allophonically; vedere la sezione sull'armonia di seguito per ulteriori informazioni. Inoltre, il suono /æ/ è stato incluso artificialmente a causa dell'influenza delle lingue araba, persiana e, successivamente, tatara durante il periodo islamico. La lettera "e" è spesso palatalizzata a causa dell'influenza russa.
I valori fonetici sono abbinati al carattere corrispondente negli alfabeti cirillici e latini attuali del Kazako.
|           | Anteriori (Radice della lingua avanzata) | Centrali (Radice della lingua rilassata) | Posteriori (Radice della lingua ritratta) |
| --------- | ---------------------------------------- | ---------------------------------------- | ----------------------------------------- |
| Chiuse    | ɪ                                        | ʉ                                        | ʊ                                         |
| Dittonghi | jɪ                                       | əj                                       | ʊw                                        |
| Medie     | e                                        | ə                                        | o                                         |
| Aperte    | æ                                        | œ                                        | ɑ                                         |

|                 | Anteriori   | Anteriori       | Posteriori  | Posteriori |
| Non arrotondate | Arrotondate | Non arrotondate | Arrotondate |            |
| --------------- | ----------- | --------------- | ----------- | ---------- |
| Chiuse          | ɪ           | ʉ               | ə           | ʊ          |
| Aperte          | e/æ         | œ̝               | ɑ           | o̞          |